# Earl of Northumberland
Earl of Northumberland ist ein erblicher britischer Adelstitel, der fünfmal in der Peerage of England und einmal in der Peerage of Great Britain verliehen wurde. Benannt ist der Titel nach dem englischen County Northumberland.

## Verleihungen und Geschichte des Titels
Der Titel wurde erstmals am 16. Juli 1377 in der Peerage of England von König Richard II. nach dessen Krönung für Henry Percy 4. Baron Percy aus der Familie Percy geschaffen. Er führte bereits den 1299 geschaffenen Titel Baron Percy. Er und sein Sohn Henry „Hotspur“ Percy († 1403) rebellierten gegen König Heinrich IV., weswegen er geächtet und ihm 1408 seine Titel aberkannt wurden. Sein Enkel, Hotspurs Sohn Henry Percy, erreichte bei König Heinrich V. am 16. März 1416 durch Letters Patent die Wiedererteilung der beiden Titel. Da kein Nachweis über die Aufhebung der Ächtung des 1. Earls durch das Parlament erhalten ist, wird dieser Vorgang formell als Neuverleihung und nicht als Wiederherstellung betrachtet, wenngleich dies bei der Zählung der Earls meist unberücksichtigt bleibt.
Während der Rosenkriege stand dessen Sohn, der 3. Earl, auf Seiten des Hauses Lancaster und fiel 1461 in der Schlacht von Towton und bekam nachträglich vom obsiegenden König Eduard IV. aus dem Hause York seine Titel wegen Hochverrats aberkannt und seine Ländereien von der Krone eingezogen. Dieser verlieh den Earlstitel in dritter Verleihung 1464 an John Neville, 1. Baron Montagu, den er bereits 1461 zum Baron Montagu erhoben hatte. Als 1470 König Heinrich VI. aus dem Hause Lancaster die Macht zurückerlangte, gab er dem Sohn des 3. Earl, als 4. Earl of Northumberland die Titel und Ländereien zurück, die für die formelle Anerkennung der Wiederherstellung der Titel nötige Aufhebung der Ächtung seines Vaters erfolgte schließlich 1484 durch Act of Parliament. John Neville musste 1470 auf seinen Earlstitel verzichten und erhielt als Entschädigung den Titel Marquess of Montagu.
Beim Tod des 6. Earls 1537 war dessen Erbe sein Neffe Thomas Percy, der älteste Sohn seines jüngsten Bruders Sir Thomas Percy. Sir Thomas war einen Monat zuvor wegen Hochverrats verurteilt und hingerichtet worden. Nach damaligem Recht war damit auch sein Sohn von der über ihn laufenden Erbfolge ausgeschlossen, so dass der Titel 1537 erlosch. Am 1. Mai 1557 bewirkte der obengenannte Erbe Thomas Percy jedoch, dass ihm per Letters Patent die erneute Verleihung des Earlstitels. Die Verleihung erfolgte mit einem besonderen Zusatz („with the place and precedence of his ancestors, former Earls of Northumberland“), nach dem er auch nach der Protokollarischen Rangordnung des Königreichs unter Bezugnahme auf seine Vorfahren, die Earls of Northumberland waren, als 7. Earl gezählt wird. Entsprechend enthielt die Verleihung auch die besondere Regelung, dass in Ermangelung eigener männlicher Nachkommen auch an seinen Bruder Henry Percy und dessen männliche Nachkommen vererbbar sei. Der Titel erlosch schließlich am 31. Mai 1670, als dessen Nachkomme Joceline Percy, 11. Earl of Northumberland starb, ohne männliche Nachkommen zu hinterlassen.
Am 1. Oktober 1674 wurde der Titel in fünfter Verleihung in der Peerage of England für George FitzRoy neu geschaffen, zusammen mit den nachgeordneten Titeln Viscount Falmouth und Baron Pontefract. Er war ein unehelicher Sohn von König Karl II. und dessen Mätresse Barbara Villiers, 1. Duchess of Cleveland. Am 6. April 1683 wurde er zum Duke of Northumberland erhoben. Da der Duke keine legitimen Erben hinterließ, erloschen alle seine Titel bereits bei seinem Tod 1716.
Zuletzt wurde der Titel am 2. Oktober 1749 in der Peerage of Great Britain für Algernon Seymour, 7. Duke of Somerset, geschaffen. Seine Gattin Frances Seymour war mütterlicherseits Enkelin des letzten Earls der Verleihung von 1416. Zusammen mit dem Earldom wurde ihm der nachgeordnete Titel Baron Warkworth, of Warkworth Castle in the County of Northumberland, verliehen. Die Verleihung der beiden Titel erfolgte mit dem besonderen Zusatz, dass sie in Ermangelung männlicher Nachkommen an dessen Schwiegersohn Hugh Smithson vererbbar sei. Hintergrund der Verleihung war der Umstand, dass der einzige Sohn des Dukes of Somerset war 1744 kinderlos gestorben war, so dass absehbar war, dass das Dukedom an einen Neffen 5. Grades fallen würde, während sein erhebliches Vermögen an nähere Verwandte in weiblicher Linie vererbt werden sollte. Am 3. Oktober 1749 waren ihm aus gleichem Anlass die Titel Earl of Egremont und Baron Cockermouth mit besonderem Vermerk zugunsten seinen Neffen Sir Charles Wyndham, 4. Baronet verliehen worden. Beim Tod des Dukes erbte also Hugh Smithson die Titel 2. Earl of Northumberland sowie 2. Baron Warkworth und änderte im selben Jahr seinen Nachnamen mit königlicher Erlaubnis in Percy. Am 22. Oktober 1766 wurde der 2. Earl zudem zum Duke of Northumberland erhoben. Earldom und Baronie sind seither nachgeordnete Titel des jeweiligen Earls. Heutiger Titelinhaber ist Ralph Percy, 12. Duke of Northumberland als 13. Earl.

## Liste der Earls of Northumberland

### Earls of Northumberland, erste Verleihung (1377)
- Henry Percy, 1. Earl of Northumberland (1341–1408) (Titel verwirkt 1405)

### Earls of Northumberland, zweite Verleihung (1416)
- Henry Percy, 2. Earl of Northumberland (1394–1455)
- Henry Percy, 3. Earl of Northumberland (1421–1461) (Titel verwirkt 1461)

### Earls of Northumberland, dritte Verleihung (1461)
- John Neville, 1. Marquess of Montagu, 1. Earl of Northumberland (1431–1471), (Titelverzicht 1470)

### Earls of Northumberland, zweite Verleihung (1416, Fortsetzung)
- Henry Percy, 4. Earl of Northumberland (1449–1489) (Titel wiederhergestellt 1470)
- Henry Percy, 5. Earl of Northumberland (1478–1527)
- Henry Percy, 6. Earl of Northumberland (1502–1537)

### Earls of Northumberland, vierte Verleihung (1557)
- Thomas Percy, 7. Earl of Northumberland (1528–1572) (Titel verwirkt 1571; wieder wiederhergestellt 1572)
- Henry Percy, 8. Earl of Northumberland (1532–1585)
- Henry Percy, 9. Earl of Northumberland (1564–1632)
- Algernon Percy, 10. Earl of Northumberland (1602–1668)
- Joceline Percy, 11. Earl of Northumberland (1644–1670)

### Earls of Northumberland, fünfte Verleihung (1674)
- George FitzRoy, 1. Duke of Northumberland, 1. Earl of Northumberland (1665–1716)

### Earls of Northumberland, sechste Verleihung (1749)
- Algernon Seymour, 7. Duke of Somerset, 1. Earl of Northumberland (1684–1750)
- Hugh Percy, 1. Duke of Northumberland, 2. Earl of Northumberland (1714–1786)
- Hugh Percy, 2. Duke of Northumberland, 3. Earl of Northumberland (1742–1817)
- Hugh Percy, 3. Duke of Northumberland, 4. Earl of Northumberland (1785–1847)
- Algernon Percy, 4. Duke of Northumberland, 5. Earl of Northumberland (1792–1865)
- George Percy, 5. Duke of Northumberland, 6. Earl of Northumberland (1778–1867)
- Algernon Percy, 6. Duke of Northumberland, 7. Earl of Northumberland (1810–1899)
- Henry Percy, 7. Duke of Northumberland, 8. Earl of Northumberland (1846–1918)
- Alan Percy, 8. Duke of Northumberland, 9. Earl of Northumberland (1880–1930)
- Henry Percy, 9. Duke of Northumberland, 10. Earl of Northumberland (1912–1940)
- Hugh Percy, 10. Duke of Northumberland, 11. Earl of Northumberland (1914–1988)
- Henry Percy, 11. Duke of Northumberland, 12. Earl of Northumberland (1953–1995)
- Ralph Percy, 12. Duke of Northumberland, 13. Earl of Northumberland (* 1956)

Titelerbe (Heir apparent) ist der Sohn des aktuellen Titelinhabers George Percy, Earl Percy (* 1984).